# Eretria
Eretria (Grieks: Ερέτρια) is een plaats en gemeente op het Griekse eiland Evia en telt 5969 inwoners (2001).

## Geschiedenis
Eretria was, naast de grote concurrent Chalcis, de belangrijkste handelsstad op het Griekse eiland Evia.
Wegens steun aan de Ionische Opstand werd de stad in 490 v.Chr. door de Perzische generaals Datis en Artaphernes verwoest. Spoedig daarna herbouwd, was Eretria met enkele onderbrekingen lid van de Delische Bond.
In 198 v.Chr. werd de stad opnieuw, ditmaal door de Romeinen, met de grond gelijk gemaakt. Sindsdien is Eretria nagenoeg uit de geschiedenis verdwenen. Archeologisch onderzoek, in 1882 en daarna in 1964, bracht belangrijke vondsten aan het licht, onder meer een Apollotempel uit de 6e eeuw v.Chr., en stadsmuren en openbare gebouwen uit de hellenistische tijd.

## Gemeentelijke herindeling (2011)
Eretria (Grieks: Ερέτρια) is sedert 2011 een fusiegemeente (dimos) in de Griekse bestuurlijke regio (periferia) Centraal-Griekenland.
De twee deelgemeenten (dimotiki enotita) van de fusiegemeente zijn:
- Amarynthos (Αμάρυνθος)
- Eretria (Ερέτρια)